# Александър Митрев
Александър Митрев е български актьор.

## Ранен живот и образование
Роден е на 18 ноември 1978 година. През 2000 г. завършва актьорско майсторство за драматичен театър в НАТФИЗ „Кръстьо Сарафов“ в класа на професор Снежина Танковска с асистент Андрей Баташов. Състудент е със Йоана Буковска и Теодора Духовникова.

## Кариера в театъра
Някои от ролите му в театъра са в постановките:
- „Мъртвата Дагмар или малката кибритопродавачка“, реж. Ида Даниел
- „Просешка опера“ по текст на Джон Гей
- „Аркадия“ по текст на Том Стопард
- „Момо“ по текст на Михаел Енде
- „Да си вземеш жена от село“ по текст на Уилям Уичърли
- „Бартълби“ по Хърман Мелвил, реж. Марий Росен
- „Патешки вариации“ по текст на Дейвид Мамет.[2]

Участва в музикални шоу спектакли на Андрей Баташов като „Ритъм“ и „360 градуса“, поставени на сцените на театри като „Сълза и смях“ и Народен театър „Иван Вазов“., както и в различни драматургични проекти по текстове на Петер Хандке: „Обругаване на публиката“, „Блус под земята“ и „Пророчество“.
През лятото на 2012 г. се присъединява към трупата за импровизационен театър ХаХаХа Импро Театър.
През 2018 г. Митрев и Ида Даниел получават номинация за наградата „Икар“ в категория „Съвременен танц и пърформанс“ за „Повече не или така нареченият Бернхард“, заедно с Ива Свещарова и Вили Прагер за Shamebox и Галина Борисова за „Тук долу всички люляци умират“.

## Кариера на озвучаващ актьор
Митрев се занимава с озвучаване на филми, сериали и реклами от 2000 г. Първата му работа е върху теленовелата „Приятелки и съпернички“ (дублаж на Би Ти Ви).
Сред сериалите, в чийто дублаж взема участие, са „Коломбо“, „Убийства в Мидсъмър“, „Закон и ред: Умисъл за престъпление“, „Бойна звезда: Галактика“, „Тъмна орис“, „Срещу вълните на живота“, „Зоро: Шпагата и розата“, „Изборът на Лара“, „Непростимо“, „Без твоя поглед“ и други.
През 2023 г. получава номинация за наградата „Икар“ в категорията „най-добър дублаж (актьор)“ за ролята на Руфъс в „Безкрайност“, заедно с Мартин Герасков за Лайънъл Есрог в „Тъмната страна на Бруклин“ и Илиян Пенев за Василий Голоборотко в „Слуга на народа“.
На 1 февруари 2024 г. е номиниран за втори път. Номинацията е за ролята на Торфин в „Духове“. Другите номинирани са Васил Бинев за Казин в „Златно момче“, Георги Георгиев – Гого за Майкъл Корлеоне в „Кръстникът, Кода: Смъртта на Майкъл Корлеоне“ и Камен Асенов за Уили Уонка в „Уонка“.
| Актьор            | Филми/Сериали | Роля                                                                  |
| ----------------- | --- | --------------------------------------------------------------------- |
| Анди Гарсия       | Дженифър 8 Истината (дублаж на студио Про Филмс) Непобедимите 4 | Джон Бърлин Джак Бегосиан Марш                                        |
| Антонио Бандерас  | Десперадо (дублаж на студио VMS) Мошениците от Сейнт Мортимър Златен глобус 2020                                                                                        | Ел Мариачи Моралес Питман Себе си                                     |
| Арнолд Вослу      | Мумията Мумията се завръща | Имхотеп                                                               |
| Бо Бриджис        | Франклин и Баш (дублаж на bTV / студио VMS) Гепи и бегай | Ленард Франклин Клинт Пъркинс                                         |
| Боб Кленденин     | Пич, къде ми е колата? Кварталът | Зарноф Стан                                                           |
| Бранскомб Ричмънд | Героят и страшилището Батман се завръща (дублаж на bTV) | Виктор Клоун                                                          |
| Вал Килмър        | Среднощен ездач Осмо чувство | КИТ Детектив Добсън                                                   |
| Виктор Уебстър    | Кралят на скорпионите 4: Походът на силата (дублаж на Диема Вижън) Лятна вила                                                                                           | Матейъс / Кралят на скорпионите Матю Евърстън                         |
| Джей Кей Симънс   | Нова в града Да полудееш извън затвора | Стю Копънхафър Ед                                                     |
| Джеймс Ърл Джоунс | Реална опасност Добре дошъл у дома, Роско Дженкинс | Адмирал Джеймс Гриър Татко Дженкинс                                   |
| Джейсън Бейтман   | Джуно Раждането на лъжата Гепи и бегай Златен глобус 2020 | Марк Лоринг Доктор Щатски шериф Кийт Йерт Себе си                     |
| Джейсън Момоа     | Куршум в главата (дублаж на Диема Вижън) Златен глобус 2020 | Кийган Себе си                                                        |
| Джефри Тамбор     | Под небето на Тоскана Раждането на лъжата | Бракоразводният адвокат на Франсис Антъни                             |
| Долф Лундгрен     | Джони Мнемоник (втори дублаж на Диема Вижън) Непобедимите 2 Непобедимите 4                                                                                              | Карл Хониг/Уличния проповедник Гънър Дженсън                          |
| Дилън Бейкър      | Мъртва точка (дублаж на студио Про Филмс) Елементарно, Уотсън | Директор Пелингтън Арманд Венето                                      |
| Доминик Купър     | Мама Миа! Кръв за кръв | Скай Раманд Дарси                                                     |
| Доналд Съдърланд  | Време да убиваш (дублаж на Диема Вижън) Островът на съкровищата | Лусиен Уилбанкс Капитан Флинт                                         |
| Дуейн Джонсън     | Кралят на скорпионите Планината на вещиците Ченгета в резерв | Матейъс/Кралят на скорпионите Джак Бруно Детектив Кристофър Дансън    |
| Ейдън Куин        | Назначението Елементарно, Уотсън | Лейтенант командир Анибал Рамирес/Карлос Капитан Томас „Томи“ Грегсън |
| Ел Ел Куул Джей   | Трудният начин Военни престъпления: Лос Анджелис (дублаж на Диема Вижън)                                                                                                | Детектив Били Сам Хана                                                |
| Жан-Клод Ван Дам  | Пастирът (дублаж на Диема Вижън) Непобедимите 2 | Джак Робидо Жан Вилен                                                 |
| Идрис Елба        | Тор: Богът на гръмотевиците Тор: Рагнарок Тор: Любов и гръмотевици | Хеймдал                                                               |
| Кевин Харт        | Срещи с Дейв (дублаж на Диема Вижън, от четвъртата реплика до края) Мисли като мъж 2 Кум под наем                                                                       | Номер 17 Седрик Джими Калахан                                         |
| Киану Рийвс       | Невъзможно твой (дублаж на bTV) Чук-чук (дублаж на Диема Вижън) | Д-р Джулиан Мърсън Евън Уебър                                         |
| Комън             | Улични крале (дублаж на bTV) Неуловим (дублаж на Диема Вижън) | Фалшивият Коутс Гънсмит                                               |
| Крис Евънс        | Улични крале (дублаж на bTV) Ант-Мен | Детектив Пол Дискант Стив Рожърс/Капитан Америка                      |
| Кристиан Майер    | Зоро: Шпагата и розата Първата дама | Диего де ла Вега/Зоро Леонардо Сантандер                              |
| Лари Милър        | Лош късмет Втори шанс | Ърл Редбърн Уайскопф                                                  |
| Люк Пери          | К-9: Коледно приключение K-9: Легенда за изгубеното злато | Пол Стивънсън                                                         |
| Майкъл Пеня       | Ант-Мен Ант-Мен и Осата | Луис                                                                  |
| Марк Стронг       | Дама, поп, асо, шпионин Игра на кодове | Джим Придо Майор генерал Стюарт Мензийс                               |
| Марк Хамил        | Спайдър-Мен: Анимационният сериал (дублаж на Диема Вижън) Върховни отмъстители 2                                                                                        | Хобгоблин Д-р Ойлър                                                   |
| Марк Хармън       | Чаровен убиец (дублаж на bTV) Военни престъпления (дублаж на bTV) | Тед Бънди Лирой Джетро Гибс                                           |
| Никълъс Кейдж     | Призрачен ездач (дублаж на Диема Вижън) Опасностите на Банкок (дублаж на Диема Вижън)                                                                                   | Джони Блейз/Призрачен ездач Джо                                       |
| Лорънс Фишбърн    | Железен план (дублаж на Диема Вижън) Ант-Мен и Осата | Бейнс Бил Фостър                                                      |
| О Джей Симпсън    | Голо оръжие Голо оръжие 33⅓ | Нордбърг                                                              |
| Одед Фер          | Мумията Мумията се завръща | Ардет Бей                                                             |
| Паша Личников     | Военни престъпления: Лос Анджелис (дублаж на Диема Вижън) Елементарно, Уотсън                                                                                           | Михаил Зиров Руслан Краснов                                           |
| Пиърс Броснан     | Огледалото е с две лица (дублаж на Диема Вижън) Златен глобус 2020 | Алекс Себе си                                                         |
| Ричард Дженкинс   | Два милиона бакшиш (дублаж на Диема Вижън) Доведени братя | Си Върнън Хейл Робърт Добак                                           |
| Ричард Скиф       | Лош късмет Огън с огън | Уолтър Грийнбаум Харолд Гетърс                                        |
| Роб Браун         | Ти водиш Мъртва точка (дублаж на студио Про Филмс) | Джейсън „Рок“ Рокуел Едгар Рийд                                       |
| Роб Шнайдер       | Съдия Дред Зохан: Стилист от запаса (дублаж на bTV) | Хърман "Фърги" Фъргюсън Салим                                         |
| Рон Рифкин        | Всички страхове (дублаж на Диема Вижън) Елементарно, Уотсън | Сидни Оуенс Уейн Вакс                                                 |
| Саша Барън Коен   | Изобретението на Хюго (дублаж на Диема Вижън) Златен глобус 2020 | Инспектор Густав Дасте Себе си                                        |
| Стан Лий          | Спайдър-Мен: Анимационният сериал (дублаж на Диема Вижън) Тор: Рагнарок                                                                                                 | Себе си Фризьорът на Властелина                                       |
| Стелан Скарсгорд  | Мама Миа! Тор: Богът на гръмотевиците | Бил Андерсън Д-р Ерик Селвиг                                          |
| Тери Крюз         | Норбит Улични крале (дублаж на bTV) | Джак Латимор Терънс Уошингтън                                         |
| Тед Дансън        | Лох Нес Златен глобус 2020 | Джон Демпси Себе си                                                   |
| Тим Алън          | Човекът куче Златен глобус 2020 | Дейв Дъглас Себе си                                                   |
| Тоби Джоунс       | Дама, поп, асо, шпионин Историята на Кристофър Робин и Мечо Пух (дублаж ма Диема Вижън)                                                                                 | Пърси Алелайн Бухал                                                   |
| Уил Смит          | Преследване на щастието (дублаж на Диема Вижън) Шоуто на Греъм Нортън Лоши момчета завинаги                                                                             | Крис Гарднър Себе си Детектив Майк Лаури                              |
| Уил Феръл         | Ченгета в резерв Шоуто на Греъм Нортън | Детектив Алън „Гейтър“ Гембъл Себе си                                 |
| Франк Грило       | Отбранителна линия Ченгета на промоция | Сайръс Ханкс Теди Мурето                                              |
| Франк Уелкър      | Скуби-Ду и извънземното нашествие (дублаж на Диема Вижън) Скуби-Ду: Гонитба в компютъра (дублаж на Диема Вижън) Скуби-Ду: Чудовището от Мексико (дублаж на Диема Вижън) | Фред Джоунс                                                           |
| Хоакин Финикс     | Тя Златен глобус 2020 | Тиодор Туомбли Себе си                                                |
| Чуетел Еджиофор   | Мисия Серенити (дублаж на Диема Вижън) Агент Солт | Агента Пийбоди                                                        |

## Други дейности
От 2006 година е асистент на проф. Танковска в НАТФИЗ.